# Federazione pallavolistica del Togo
La Federazione togolese di pallavolo (fra. Fédération Togolaise de Volley-Ball, FTVB) è un'organizzazione fondata per governare la pratica della pallavolo in Togo.
Organizza il campionato maschile e femminile, e pone sotto la propria egida la nazionale maschile e femminile.
Ha aderito alla FIVB nel 1968.